# Lezetxiki
La cueva de Lezetxiki está situada en el municipio guipuzcoano de Mondragón, País Vasco, España, que contiene un yacimiento arqueológico, paleontológico y paleoantropológico. Excavada por primera vez entre 1956 y 1968 por el sacerdote José Miguel de Barandiarán, y desde 1996 hasta la actualidad bajo la dirección del profesor de la Universidad del País Vasco Álvaro Arrizabalaga.
Está localizada en el barrio de Garagarza de Mondragón, en el flanco oriental del monte Bostate, una de las colinas que forman el macizo de Udalaitz.
El yacimiento tiene gran peso dentro del contexto cantábrico. Lezetxiki se adscribe culturalmente a dos fases diferentes, siendo la más antigua la perteneciente al Achelense y la más reciente a un incipiente Musteriense. Se ha recuperado un húmero de una mujer, discutiéndose su afiliación a Homo heidelbergensis o a Homo neanderthalensis. Del último se han recogido dos piezas dentarias.

## Estratigrafía y sedimentología
Algunos procesos, como el desplome de la cubierta, dificultan la lectura de la estratigrafía, donde se han diferenciado ocho niveles:
- Nivel VIII: no se encuentran restos arqueológicos. Coincide con una fase templada y húmeda dentro de la glaciación Riss.
- Nivel VII: formado por calizas y areniscas, donde se localiza una gran brecha que indica la presencia de antiguas corrientes de agua. El clima se caracteriza por ser frío durante la glaciación Riss.
- Nivel VI: presencia de arenas, cantos calizos y guijarros. Corresponde al periodo interglacial Riss-Würm.
- Nivel V: subdividido en dos niveles y formado por una matriz arenosa, perteneciente a la fase inicial de la glaciación Würm.
- Nivel IV: formado por tierras flojas arenosas. Se subdivide en tres:
  - IVc: formado por tierras flojas arenosas.
  - IVb: una capa de tierra arcillosa con cantos calizos.
  - IVa: tierra arcillosa muy compacta con fosfatos o gravas, dependiendo de la zona.
- Nivel III: se subdivide en dos niveles:
  - IIIb: no contiene resto arqueológico alguno.
  - IIIa: presentó restos de industria lítica y de fauna.
- Nivel II: formado en un ambiente frío.
- Nivel I: se subdivide en dos niveles:
  - Ib: no tiene restos arqueológicos.
  - Ia.

## Hallazgos

### Paleoantropológicos
Entre los hallazgos efectuados en esta cueva destacan:
- Un húmero de una mujer de la especie Homo Heidelbergensis, que vivió durante el Paleolítico inferior;
- Un premolar, un molar y conchas utilizadas como colgante de un Homo Neanderthalensis, que vivió en la cueva durante el Paleolítico medio;
- Un fragmento de mandíbula de Homo Sapiens.

### Arqueozoología de grandes mamíferos
Diversos restos óseos de animales como: glotón, Ursus deningeri, oso de las cavernas, Megaloceros giganteus y Panthera leo spelaea.
Tanto la presencia del oso como de la pantera hacen pensar que la del hombre no fue permanente. Por ello, los restos de grandes bóvidos puede ser tanto por origen antrópico como por aporte de los carnívoros. 

### Series líticas
Los estudios de A. Baldeón describen solo trece elementos líticos en el nivel VII, de donde debe deducirse unas visitas esporádicas y de poca intensidad. En el siguiente nivel, VI, se encuentran 112 restos líticos, mayoritariamente sobre sílex, sin que falten materiales ferruginosos, ofita, cuarcita, arenisca y otros. En los retocados dominan las raederas, seguidas de los denticulados, porque junto con algunas puntas permiten la clasificación de este nivel como musteriense. Asimismo, se localizan restos denticulados del musteriense en el nivel Vb. El resto de niveles inferiores no son significativos desde el punto de vista de las series líticas.
no se que poner